# Lawrence Johnston
Lawrence Waterbury Johnston (1871–1958) foi um major do Exército Britânico e um jardineiro e criador de jardins famoso.
Johnston nasceu em Paris, França, numa família de ricos corretores norte-americanos de Baltimore. Viajou para Inglaterra para estudar na Universidade de Cambridge, tendo-se alistado no Exército Britânico e participado na Segunda Guerra Boer e na Primeira Guerra Mundial no Esquadrão dos Hussardos de Northumberland, onde foi promovido até ao posto de Major.
Viajou extensivamente e era apreciador e estudioso de arte. Johnston é hoje lembrado sobretudo como o criador do Jardim de Hidcote Manor, propriedade comprada por ele e pela sua mãe, Gertrude Winthrop. em 1907, e ao qual dedicou 40 anos de trabalho de jardinagem. Jonhston era um entusiasta da colecção de plantas, tendo organizado e patrocinado diversas expedições de recolha de especimens raros pela Europa, Ásia, África e América do Sul.
Depois de transferir Hidcote Manor para o National Trust, Johnston mudou-se para França em 1948, onde criou outro jardim, hoje famoso, Serre de la Madone, em Menton e onde trabalhou até à sua morte, em 1958.
Foi dado o seu nome, "Lawrence Johnston", a uma espécie de rosa amarelo viva.